# 笠岡市立真鍋中学校
笠岡市立真鍋中学校（かさおかしりつ まなべちゅうがっこう）は、岡山県笠岡市真鍋島にある公立中学校。

## 沿革
- 1947年（昭和22年） - 小田郡真鍋島村立真鍋中学校として開校。
- 1955年（昭和30年） - 笠岡市立真鍋中学校と改称。

## 校訓
- 賢く 、 強く 、 豊かに